# Liliya Biktyakova
Liliya Biktyakova (russisch Лилия Биктякова; engl. Transkription Lilia Biktyakova; * 2. Februar 1979 in Taschkent) ist eine ehemalige usbekische Tennisspielerin.

## Karriere
Biktyakova spielte vor allem Turniere der ITF Women’s Circuit, wo sie aber keinen Titel gewinnen konnte.
1998 nahm sie an den Asienspielen teil. 1999 erhielt sie eine Wildcard für das Hauptfeld im Dameneinzel der Tashkent Open, ihrem ersten Turnier der WTA Tour, wo sie aber bereits in der ersten Runde gegen Keiko Nagatomi mit 2:6 und 5:7 verlor. 2000 erhielt sie abermals eine Wildcard für das Hauptfeld im Dameneinzel der Tashkent Open, wo sie in der ersten Runde gegen die an Position vier gesetzte Yi Jingqian mit 2:6 und 0:6 verlor.
Biktyakova spielte 1996, 1998 und 1999 in insgesamt 11 Begegnungen 18 Matche für die usbekische Fed-Cup-Mannschaft. Sie konnte von zehn Einzel und acht Doppel je zwei gewinnen und hat somit eine Bilanz von 4:14.

### College Tennis
Sie spielte 1998 bis 2001 für die Damentennismannschaft der Georgia State University. Sie war eine der ersten Spielerinnen, die in allen vier Jahren in die ITA All-American-Mannschaft berufen wurde. Sie wurde 2001 zur Sportlerin des Jahres des Georgia College ernannt und war drei Saisons lang (1998–2000) ITA Rolex Regional Doubles Champion und nationale Vizemeisterin. Sie beendete die Saison 2000 landesweit auf Platz 15 im Einzel und belegte 2001 Platz 12. Im Doppel belegte sie 2000 Platz 3 mit ihrer PBC Hall of Fame-Partnerin Julia Roudkovskaya. Nach der Saison 2001 belegte das Duo auch landesweit den dritten Platz.

## Persönliches
Biktyakova schloss 2002 ihr Studium mit einem Bachelor in Betriebswirtschaftslehre ab. Sie arbeitete bis 2016 im Budget Office des Georgia College als Assistant Budget Director und erhielt 2010 ihren Master in öffentlicher Verwaltung. Sie heiratete Golfer Alex McMichael, der ebenfalls in Georgia studierte und arbeitet an der Emory University. Das Paar hat zwei Kinder. Ihre jüngere Schwester Luiza war ebenfalls professionelle Tennisspielerin und spielte für die Georgia State University.